# Analizzatore di reti

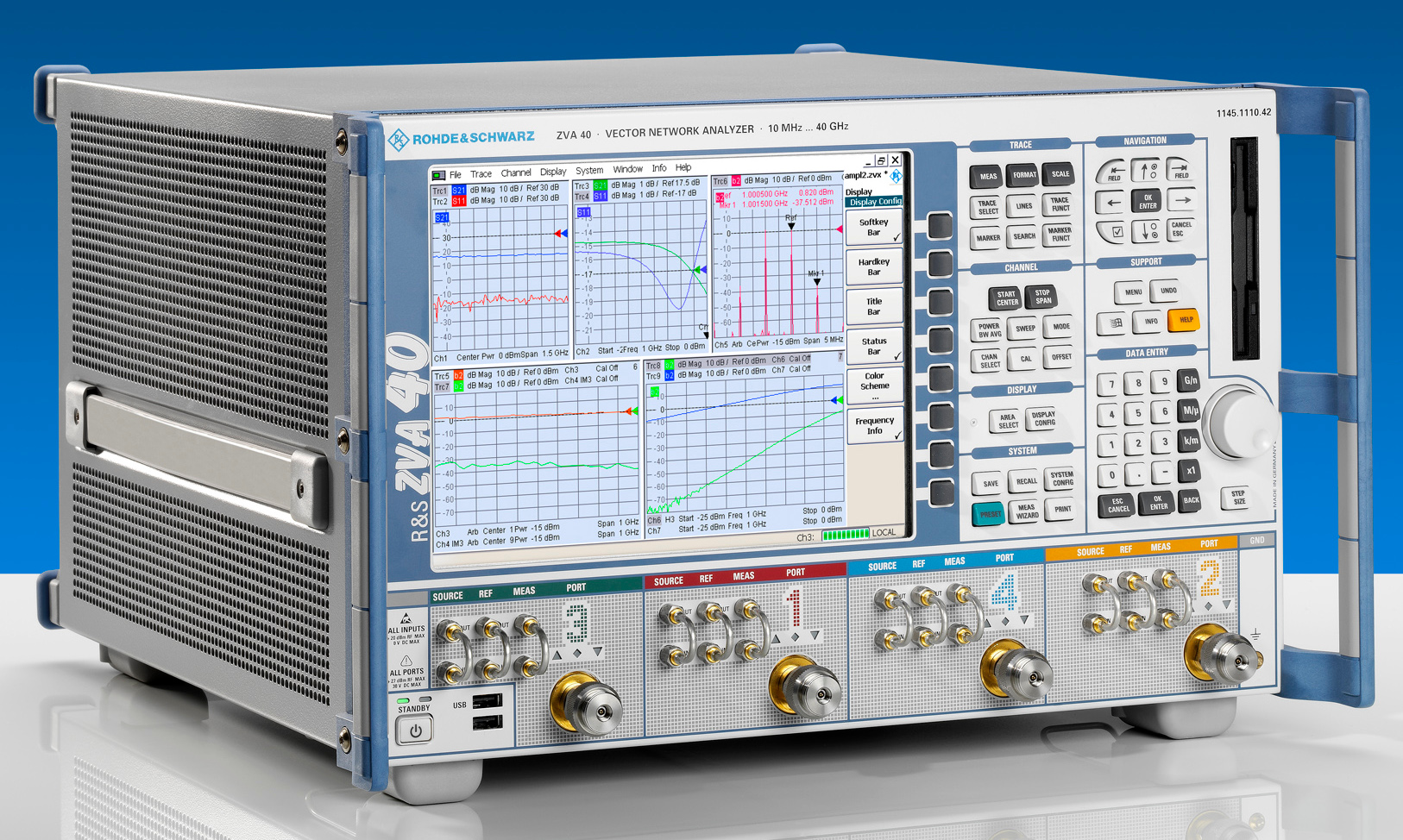
Un analizzatore di reti Rohde & Schwarz ZVA40

Un analizzatore di reti (in inglese network analyzer) è uno strumento usato per analizzare le proprietà delle reti elettriche, in particolare il comportamento associato alla riflessione e alla trasmissione di segnali elettrici. Gli analizzatori di reti sono usati principalmente per le alte frequenze, tipicamente da alcune centinaia di kilohertz fino a molti gigahertz.
Gli analizzatori di reti sono principalmente di due tipi:
- Analizzatore di reti scalare (SNA) - analizza solo le ampiezze dei segnali.
- Analizzatore di reti vettoriale (VNA) - analizza sia le ampiezze che la fase dei segnali.

I VNA sono i tipi più usati, tanto che quando ci si riferisce ad un "Analizzatore di reti" il più della volte si sottintende un VNA, poiché un SNA è funzionalmente identico ad un analizzatore di spettro combinato con un tracking generator.
Un analizzatore di reti VNA per microonde funziona misurando i parametri s di un quadripolo, in modulo e fase.
Dopo una adeguata procedura di calibrazione della strumentazione, attraverso calcoli ('deembedding') è possibile depurare i parametri s rilevati dallo strumento dai parametri s del banco di misura, ottenendo valori di elevata precisione.
Per caratterizzare un dispositivo, l'analizzatore di reti manda un segnale con una certa ampiezza e fase al dispositivo stesso e misura l'ampiezza e la fase del segnale riflesso e del segnale uscente dal dispositivo in prova. Con il rapporto tra il segnale riflesso dal dispositivo diviso e il segnale incidente, l'analizzatore di reti fornisce: RETURN LOSS, IMPEDENZA, COEFFICIENTE DI RIFLESSIONE, S-PARAMETRI (S11,S22), SWR. Attraverso il rapporto del segnale trasmesso uscente dal dispositivo con il segnale incidente, l'analizzatore di reti fornisce: GROUP DELAY, INSERTION PHASE, COEFFICIENTE DI TRASMISSIONE, S-PARAMETRI (S21, S12), GAIN/LOSS.
Una nuova categoria di analizzatori di reti è stata sviluppata per misurare segnali non lineari a microonde:
- Analizzatori di reti ai larghi segnali (LSNA) che acquisiscono sia l'ampiezza che la fase della componente fondamentale e delle armoniche superiori
- Analizzatore di transizioni a microonde (MTA), storicamente commercializzato prima degli LSNA ma che mancava di alcune funzioni di calibrazione a portata d'utente disponibili nei LSNA.